# Reserva natural del Volga-Kama
La reserva natural del Volga-Kama (ruso: Волжско-Камский заповедник) es también un zapovédnik ruso (reserva ecológica estricta) en la confluencia del río Volga, el río Kama y el río Myosha. Hay dos secciones en la reserva, una en las terrazas de la ribera izquierda del Volga, en el punto de encuentro real de los ríos, la otra sección de unos 100 km por el Volga en las afueras del oeste de la ciudad de Kazan. La reserva se sitúa en los distritos administrativos (raión) de Zelenodolsky y de Laishevsky en la República de Tartaristán. Se estableció formalmente en 1960 para proteger el bosque residual y el hábitat de estepa boscosa de la región media del Volga, y tiene una superficie de 8.024 ha (30.98 millas cuadradas). Un foco particular del estudio científico es los efectos del embalse de Kuybyshev en el ambiente local. El embalse se completó a mediados de la década de 1950 y es la reserva de agua más grande de Europa. La reserva Volga-Kama forma parte de la Reserva de la Biosfera de la UNESCO.

## Topografía
La reserva tiene dos secciones:
- Raif (30 km al oeste de Kazán). El sector de Raif es un paisaje kárstico, en su mayoría plano u ondulado, con barrancos y quebradas, lagos kársticos y cobertura forestal del sur de la taiga. Gran parte del bosque es de edad avanzada, con árboles de entre 250 y 300 años de edad. El valle del río Sumka se extiende desde el noreste al sudoeste hasta el Volga a través de la sección Raifa. Una característica importante de este sector septentrional de la reserva es el Lago Raifa, el mayor de los muchos lagos y pantanos del sector.
- Saralinskogo (60 km al sur de Kazán). El sector de Saralinksogo es una península situada en las terrazas cuaternarias del embalse de Kuybyshev. El embalse fue creado en 1956, y tiene una elevación que fluctúa de 49 a 53 metros. Este sector tiene en su mayoría una cubierta forestal de hoja caduca.

Los valles fluviales del sector norte están a un nivel absoluto de hasta 66 metros; las áreas más altas en el norte y sur del sector Raif alcanzan los 120 metros.

## Clima y ecorregión
La reserva del Volga-Kama se encuentra en la ecorregión de la bosque estepario de Europa oriental, que es una zona de transición entre los bosques de hoja ancha del norte y los pastizales del sur. Esta ecorregión se caracteriza por un mosaico de bosques, estepas y humedales ribereños
El clima de la reserva del Volga-Kama es clima continental húmedo, de verano fresco (clasificación del clima de Köppen (Dfb)). Este clima se caracteriza por grandes oscilaciones de temperatura, tanto diurna como estacionalmente, con veranos suaves e inviernos fríos y nevados. La temperatura promedio en la reserva Volga-Kama oscila entre -12.2 °C (10.0 °F) en enero a 19.5 °C (67.1 °F) en julio. La precipitación oscila entre 490 y 640 mm/año.

## Flora y fauna

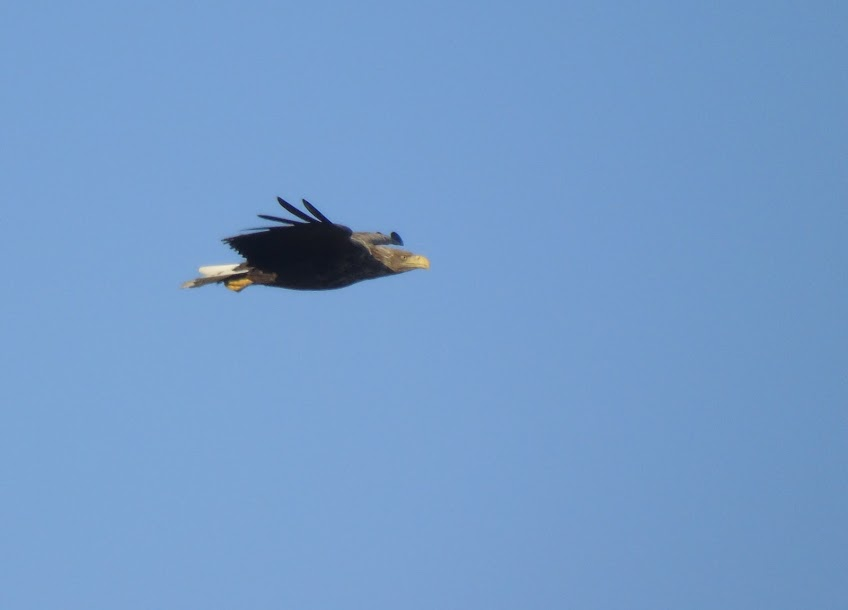
Águila de cola blanca (Haliaeetus albicilla) volando en la Reserva Volga-Kama,

Los dos sectores de la reserva pertenecen a dos zonas biogeográficas diferentes, ya que cruzan un contorno de demarcación de humedad que separa los bosques mixtos de coníferas y caducifolios al norte de los bosques caducifolios al sur. El árbol primario del sector Raif son el abeto y el pino silvestre. El musgo verde es importante en el sector de Raif, con el musgo de sphagnum en los humedales del área de Raif. Los árboles de la sección meridional de Saralinskogo son los del bosque caducifolio, con comunidades de roble y el bosque secundario de tilos y de álamos temblones. En la reserva se han registrado más de 600 especies de algas y más de 700 especies de hongos. Los científicos de la reserva han registrado 844 especies de plantas vasculares.
La vida animal del sector septentrional (Raifi) es la de la taiga meridional: ratones de campo, musarañas, ratones de bosque, murciélagos, ardillas, martas, zorros, liebres y alces. El sector de Saralinskogo tiene un carácter más meridional, con liebres, jabalíes y corzos. Los castores fueron reintroducidos en 1996. Los científicos de la reserva han registrado 50 especies de mamíferos. Las aves incluyen aves de bosque y aves acuáticas, lo que refleja la variedad de hábitat en la zona. Se han registrado 230 especies de aves y 41 especies de peces.

## Ecoeducación y acceso
Como reserva natural estricta, la reserva del Volga-Kama está cerrada al público en general, aunque los científicos y aquellos con fines de "educación ambiental" pueden concertar con la administración del parque las visitas. Sin embargo, hay rutas limitadas de "ecoturismo" en la reserva que están abiertas a los residentes locales, pero requieren permisos obtenidos por adelantado. La reserva patrocina un arboreto y un museo de la naturaleza, estos son visitados por más de 10 mil personas. La oficina principal está en la ciudad de Kazán.